# 비바 비앙카
비바 비앙카(Viva Bianca, 1983년 11월 17일 ~ )는 오스트레일리아의 배우이다.

## 출연 작품
- 데드맨 스탠딩 (2018, Deadman Standing)
- 악몽의 미드나잇 (2018)
- 사랑이 눈뜰 때 (2017)
- 스몰 타운 프린스 (2015)
- 심판자 (2014)
- 아이 원 츄 (2013)
- 스콘드: 잔혹 불륜사 (2013)
- 뷰티풀 엑스 (2011)
- 사고 연발 (2009)

### 텔레비전
- 스파르타쿠스